# Tlalxocotitlán
Tlalxocotitlán är en ort i Mexiko.   Den ligger i kommunen Ahuacuotzingo och delstaten Guerrero, i den sydöstra delen av landet, 190 km söder om huvudstaden Mexico City. Tlalxocotitlán ligger 1 635 meter över havet och antalet invånare är 176.
Terrängen runt Tlalxocotitlán är kuperad. Runt Tlalxocotitlán är det glesbefolkat, med 18 invånare per kvadratkilometer. Närmaste större samhälle är Alpuyecancingo de las Montañas, 7,9 km sydväst om Tlalxocotitlán. I omgivningarna runt Tlalxocotitlán växer huvudsakligen savannskog.